# Ilha do Itanduba
Ilha do Itanduba är en ö i Brasilien.   Den ligger i delstaten Pará, i den centrala delen av landet, 1 700 km norr om huvudstaden Brasília.
Trakten runt Ilha do Itanduba består huvudsakligen av våtmarker. Runt Ilha do Itanduba är det mycket glesbefolkat, med 2 invånare per kvadratkilometer.